# Klez.e
Klez.e ist eine Band aus Berlin, die im Jahr 2002 gegründet wurde. Der Name stammt von dem Computervirus Klez, der Anfang der 2000er Jahre im Umlauf war. Ihre Musik startete im Independent-Pop-Rock mit gelegentlichen Elektro-Einwürfen.

## Geschichte
Gegründet wurde die Band von Tobias Siebert (Gesang, Gitarre, Bass), Filip Pampuch (Schlagzeug), Daniel Moheit (Bass, Keyboard), Christian Schöfer (Gitarre, Elektronik) und Patrick Vollperg (Gitarre, Keyboard). Nach ihrem Album Vom Feuer der Gaben (2009) zog sich die Band über längere Zeit zurück.
Im Frühjahr 2011 arbeitete Klez.e musikalisch an einer Theaterproduktion für Alans Krieg von Emmanuel Guibert am Maxim-Gorki-Theater Berlin zusammen mit dem Regisseur Sascha Hargesheimer und dem Dramaturgen Cornelius Puschke und spielten neben den Schauspielern auf der Bühne mehrere Vorstellungen und Gastspiele.
Ende 2012 gab Klez.e nach zwei Jahren Pause ein einziges Konzert auf dem All Good Things Festival im Lido Berlin und kündigte mit einigen bis dahin unbekannten Liedern und nur noch zu dritt eine Wende in Sound und Text an. Anfang 2016 deutete Klez.e ein neues Album an; am 13. Januar 2017 erschien mit Desintegration das vierte Studioalbum nach acht Jahren Pause. Der Sound ist deutlich düsterer und trifft sich eher im New Wave oder Post-Punk. Die Aufnahme verbindet reduzierte, kalte Musik mit kritischen Texten, die häufig auf die aktuelle politische Situation zielen.
Tobias Siebert, der bisher alle Klez.e-Alben produziert hat, zeichnete sich seit 2000 als Produzent für mehr als 50 Alben anderer Bands und Projekte in seinem Studio Radiobuellebrueck aus.

## Ehrungen und Auszeichnungen
Ihr 2006 veröffentlichtes Album Flimmern wurde in die Auswahl „Die wichtigsten Platten des Jahres“ von Spiegel Online aufgenommen. Desintegration war im Januar 2017 Album der Woche beim Internetradiosender ByteFM.

## Diskografie

### Alben
- 2004: Leben daneben
- 2006: Flimmern
- 2009: Vom Feuer der Gaben
- 2017: Desintegration[3]
- 2017: November (Livealbum)
- 2024: Erregung

### Singles
- 2004: Du auch
- 2005: Real Fernsehen
- 2006: Werbefläche Mond
- 2006: Center
- 2007: Strandlied (EP)
- 2009: Wir ziehen die Zeit
- 2009: Madonna (EP)
- 2016: Mauern
- 2016: Flammen
- 2023: Düster
- 2024: Erregung